# 改装车

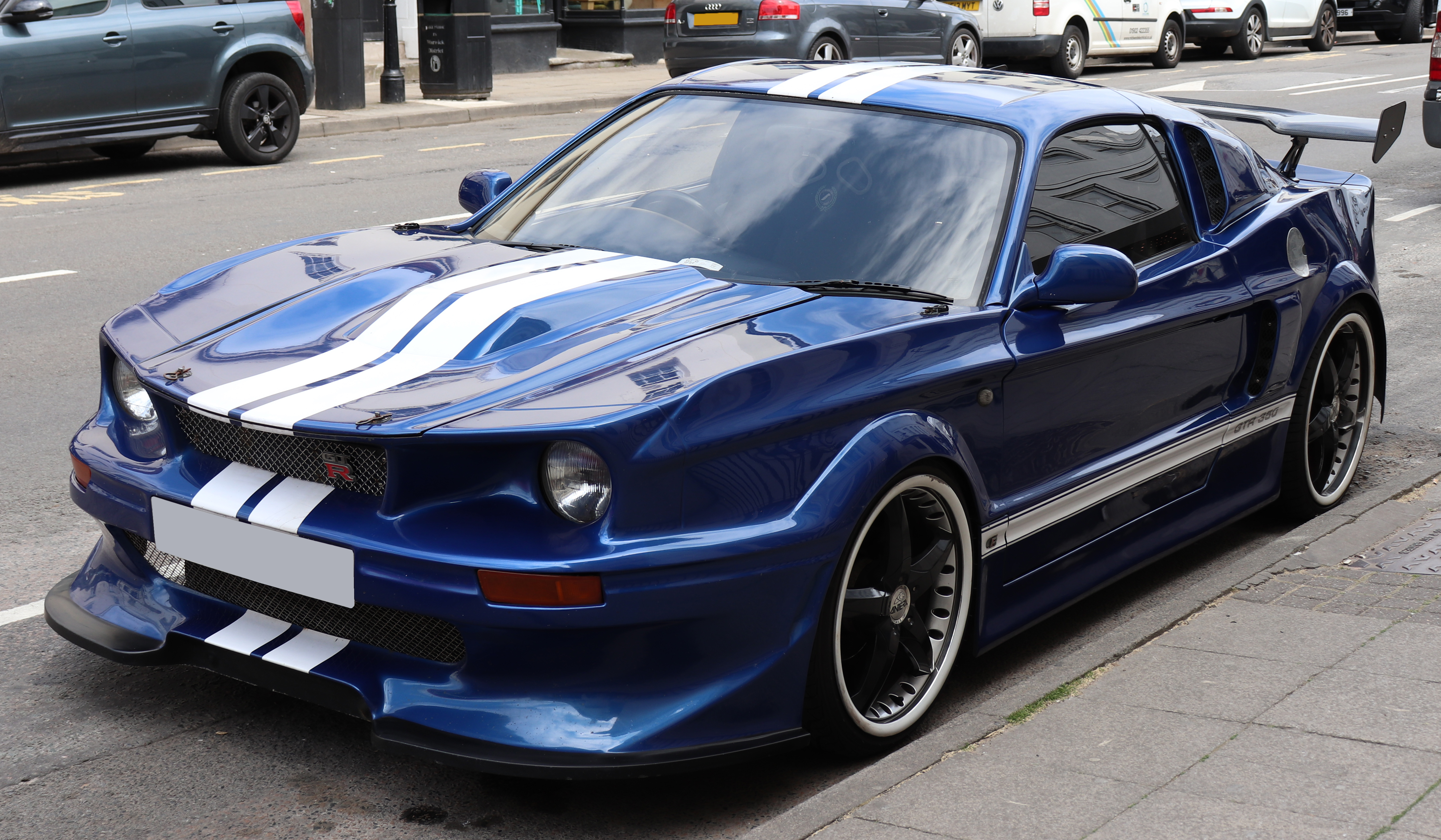
一輛經過大量改裝豐田MR2

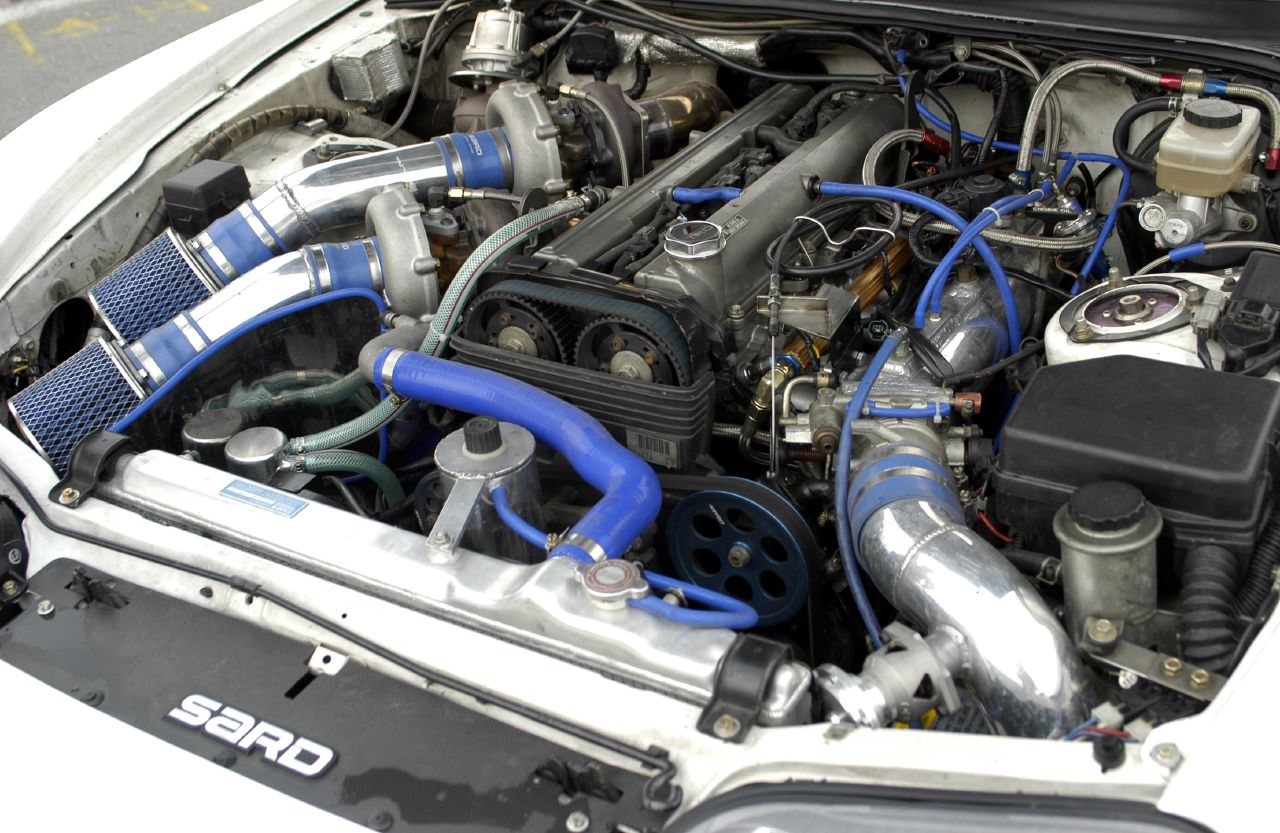
一具由日本汽車改裝廠SARD改裝過的豐田2JZ-GTE直列六缸渦輪增壓引擎，裝置於第四代豐田Supra跑車上。

改装车是指改装过或有非原裝配件的汽车。改装可以是外观改装或是换，比如更换胎铃、贴玻璃纸、安装空力套件；不是性能改装，比如換裝高性能引擎、拆除部份裝備以減輕車重、改装进排气、加装涡轮增压器／机械增压器、排氣管及消音器等。甚至在戰亂地區中追加武裝，即是架設機槍、防空砲、反坦克砲、無後座力砲等武器。